# 梅瑟会堂 (布拉格)
梅瑟会堂（捷克語：Maiselova synagoga）是捷克首都布拉格约瑟夫城的一座犹太会堂。

## 历史
它于1590年-1592年重建，设计者是 Josef Wahl i Juda Goldsmied，由莫迪凯·梅瑟出资建造。1689年，这座犹太会堂被大火烧毁，重建时改为巴洛克风格。1893-1905年再次重建。现在这里是一座犹太博物馆，收藏布拉格犹太博物馆的一部分藏品。
50°05′19″N 14°25′07″E / 50.08861°N 14.41861°E